# Airport Art
Airport Art (englisch, „Flughafen-Kunst“) werden in Serie gefertigte Gegenstände und Bilder genannt, die Kopien oder Anverwandlungen von Masken, Figuren, Gebrauchsartikeln und anderen ethnografischen Objekten darstellen sollen. Sie werden eigens für den Verkauf an Einheimische oder Ausländer, die meist Touristen sind, hergestellt und in Hotels, auf Märkten, bei Sehenswürdigkeiten und an allen Orten, die Reisende frequentieren, zum Verkauf angeboten.
Da man diese Souvenirs auch noch kurz vor der Abreise am Flughafen erwerben kann, kam die Bezeichnung Airport Art in Gebrauch. Es finden sich auch die Synonyme Souvenirkunst, Touristenkunst, Ethnokitsch. Der Vertrieb solcher Objekte erfolgt über große geografische Räume, so kann man beispielsweise Holzschnitzereien aus Westafrika in Kenia oder Marokko erwerben.
Die Vorläufer der afrikanischen Touristenkunst fertigten afrikanische Kunsthandwerker im 16. und 17. Jahrhundert für europäische Besucher an. Es waren Salzbehälter, Löffel und Trompeten aus Elfenbein, die heute einen hohen Wert besitzen. In größerem Umfang begann der Handel mit afrikanischer Touristenkunst am Übergang vom 19. zum 20. Jahrhundert, als europäische Kolonialbeamte und Händler Mitbringsel für ihre Heimreise brauchten. Für diese Kunden entstand ein Markt für traditionell gefertigte Masken, Figuren und Gebrauchsgegenstände in recht guter Qualität. Beliebt waren etwa mit figürlichen Motiven beschnitzte Elfenbeinstoßzähne. In den 1920er Jahren begannen die Kamba in Kenia, speziell für europäische Siedler und Touristen Gebrauchsgegenstände anzufertigen. Seit dem Ende des Zweiten Weltkrieges schnitzen die Kamba aus Holz Salatbestecke, Krieger darstellende Figuren, Elefanten und Löwen, die auch in Südafrika und wesentlich teurer in europäischen Läden verkauft werden. Manche Objekte werden durch entsprechende Oberflächenbehandlung als angeblich alt an unerfahrene Touristen verkauft, wobei die Fälschungen wertvoller afrikanischer Kunst wohl überwiegend in Europa produziert werden.